# Epicosmolopha dorsoflavida
Epicosmolopha dorsoflavida är en fjärilsart som beskrevs av Sergius G. Kiriakoff 1963. Epicosmolopha dorsoflavida ingår i släktet Epicosmolopha och familjen tandspinnare. Inga underarter finns listade i Catalogue of Life.